# Barrio Huemul

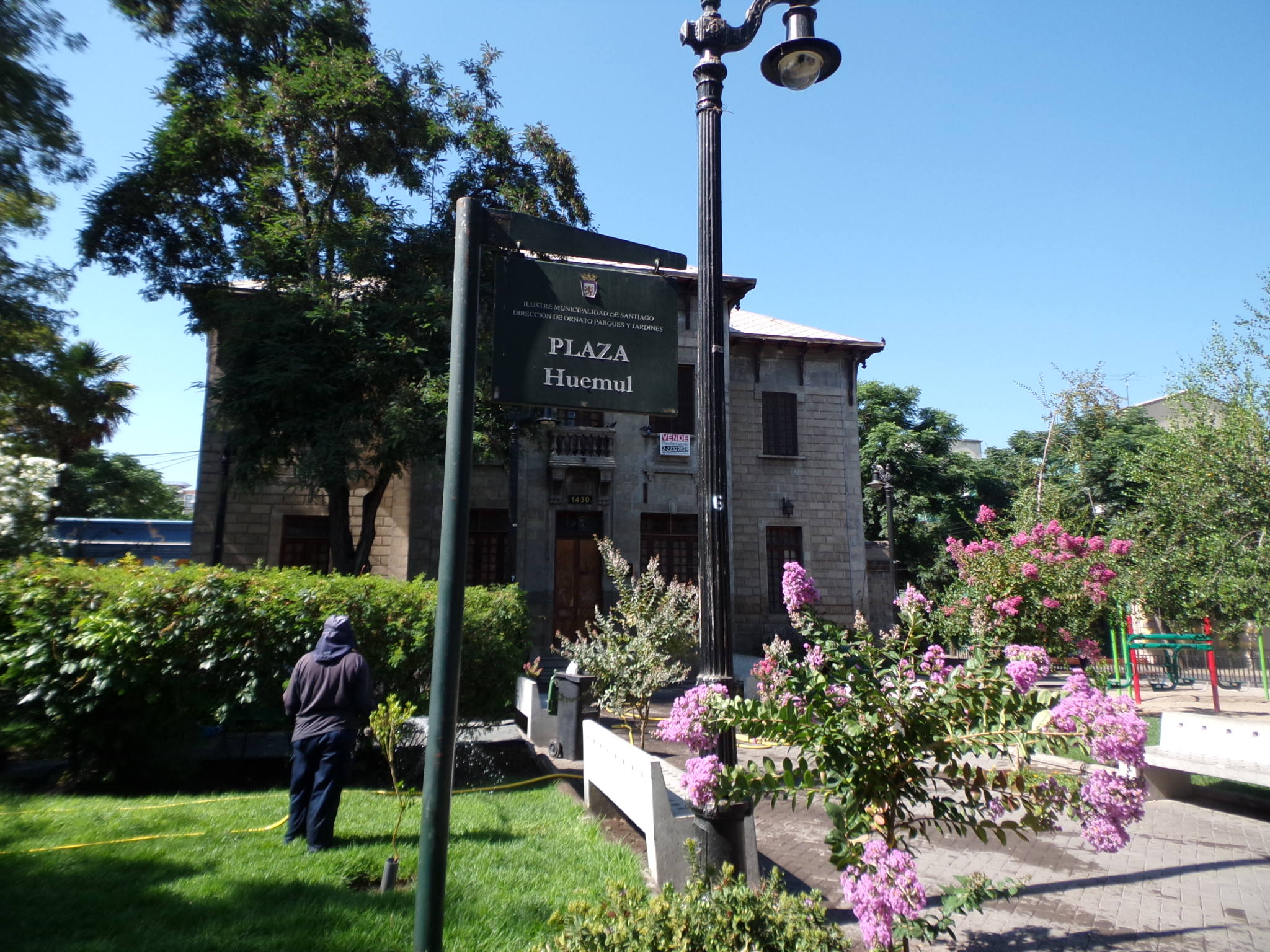
Plaza Huemul, con el Teatro Huemul al fondo.

Barrio Huemul es un barrio ubicado en el sector sur de Santiago, capital de Chile. Fue declarado Monumento Nacional en categoría de Zona Típica en marzo de 2016.
Su origen se remonta a comienzos del siglo XX junto a la construcción del Matadero, como centro de faenamiento y distribución de carnes, lo que trae consigo un notable crecimiento poblacional de trabajadores al sector. Por ello, el presidente Ramón Barros Luco ordenó construir el primer barrio obrero de calidad, el Barrio Mapocho, y luego la Población Huemul.
El sector conserva notables construcciones de la época, como la Iglesia Santa Lucrecia, diseñada por el reconocido arquitecto Ricardo Larraín Bravo, con bellos pilares y coloridos vitrales; imperdible de visitar es la casa donde vivió la primera premio Nobel de Sudamérica, la poetisa chilena Gabriela Mistral.
Otras edificaciones de gran valor patrimonial que se emplazan en el barrio son el edificio que albergó a la Gota de Leche y el Teatro Huemul, este último declarado Monumento Histórico en 2016.